# Valentin Bosioc
Valentin Bosioc (nume la naștere Valentin George Bosioc, n. 13 ianuarie 1983) este un culturist profesionist și model de fitness român, precum și instructor de fitness, antrenor personal și nutriționist. El a devenit cunoscut câștigând concursul Musclemania Paris și ocupând poziția a doua în competiția IFBB Romania desfășurată în anul 2015, printre alte distincții. Bosioc s-a clasat, de asemenea, în semi-finalele competiției Ninja Warrior România din anul 2018. Este în prezent cel mai urmărit sportiv român pe platforma Facebook, fiind considerat un influencer.

## Biografie și carieră
Valentin George Bosioc s-a născut la 13 ianuarie 1983 în Reșița, petrecându-și copilăria în Bocșa, România. Tatăl său, Iosif, a fost un jucător de fotbal, în timp ce fratele său, Bogdan Ionuț, este un instructor de handbal. Începând cu vârsta de treizsprezece ani, Bosioc a manifestat un interes deosebit pentru culturism și a început ulterior să participe la cursuri de judo, arte marțiale mixte, box, gimnastică, fotbal, rugby și aikido, printre altele. În perioada în care studia la Liceul Teoretic „Tata Oancea”, boxerul român Francisc Vaștag s-a oferit să îl includă în lotul de box, însă acesta a refuzat propunerea.
Bosioc a absolvit ulterior Universitatea Politehnica Timișoara, specializându-se în inginerie. El a activat în acest domeniu pentru o scurtă perioadă de timp, lucrând și în relații cu publicul și jurnalism. Cu toate acestea, el a renunțat pentru a se axa pe o carieră de culturist profesionist, model de fitness, instructor de fitness, antrenor personal și nutriționist, studiind aceste domenii atât în România, cât și în Regatul Unit. Bosioc a devenit cunoscut în spațiul public după ce a fost laureat la concursul Musclemania Paris și a ocupat poziția a doua în competiția IFBB Romania desfășurată în anul 2015, printre alte distincții. În anul 2018, el a pariticpat la primul sezon al competiției televizate Ninja Warrior România, reușind să ajungă în semi-finale.
Fiind un antrenor calificat în cadrul Fitness Education School din București începând cu decembrie 2018, Bosioc a lucrat cu diverse celebrități, cele mai notabile fiind cântăreața Delia Matache și prezentoarea emisiunii Cronica Cârcotașilor, Ioana Petric. El a fost considerat un influencer și face parte din agenția română Global Influencers. Publicațiile Cotidianul și Biz l-au cotat drept unul dintre cei mai importanți și influenți bloggeri de fitness din România, fiind cel mai urmărit sportiv român pe platforma Facebook (al șaptelea român per total până în februarie 2019). De asemenea, Bosioc a scris și publicat două cărți, Calea spre un adomen perfect și Get Guns, și și-a dezvoltat propriul concept de antrenament, intitulat Full Body Ignition (FBI). Până în aprilie 2020, acesta a încărcat videoclipuri cu antrenamente de gimnastică pe canalul său pe YouTube timp de mai bine de nouă ani, și își folosește pagina de Facebook în scopuri similare.

## Viață personală
Bosioc locuiește în prezent în București și este căsătorit cu Ana Cristina, având împreună o fiică pe nume Eila Maria.